# Galactia pendula
Galactia pendula är en ärtväxtart som beskrevs av Christiaan Hendrik Persoon. Galactia pendula ingår i släktet Galactia och familjen ärtväxter. Inga underarter finns listade i Catalogue of Life.